# Broadstone Castle

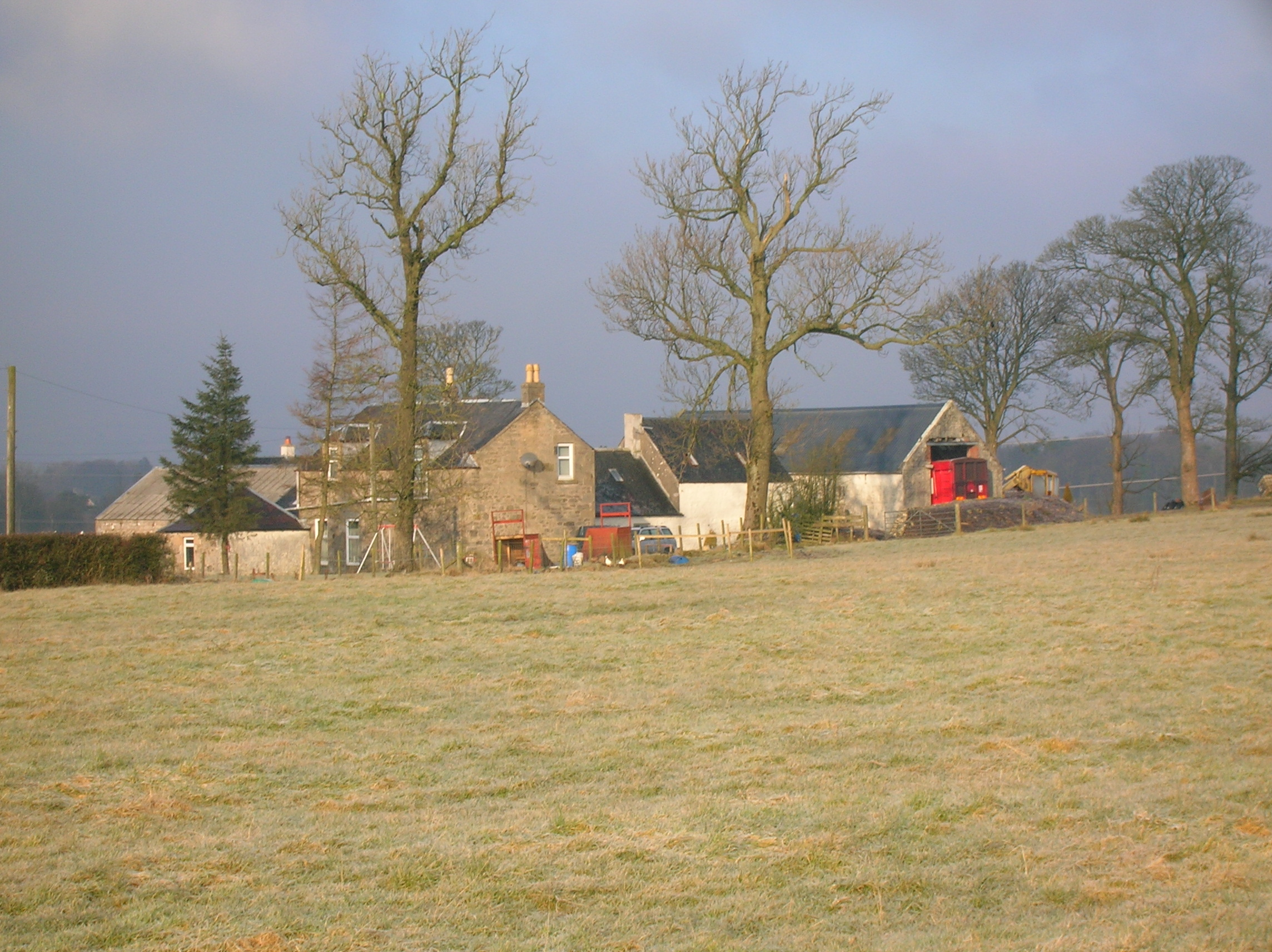
Broadstone Hall in der Nähe der früheren Burg

Broadstone Castle (auch Braidstone Castle) ist eine abgegangene Burg in Barrmill in der schottischen Council Area North Ayrshire.

## Geschichte

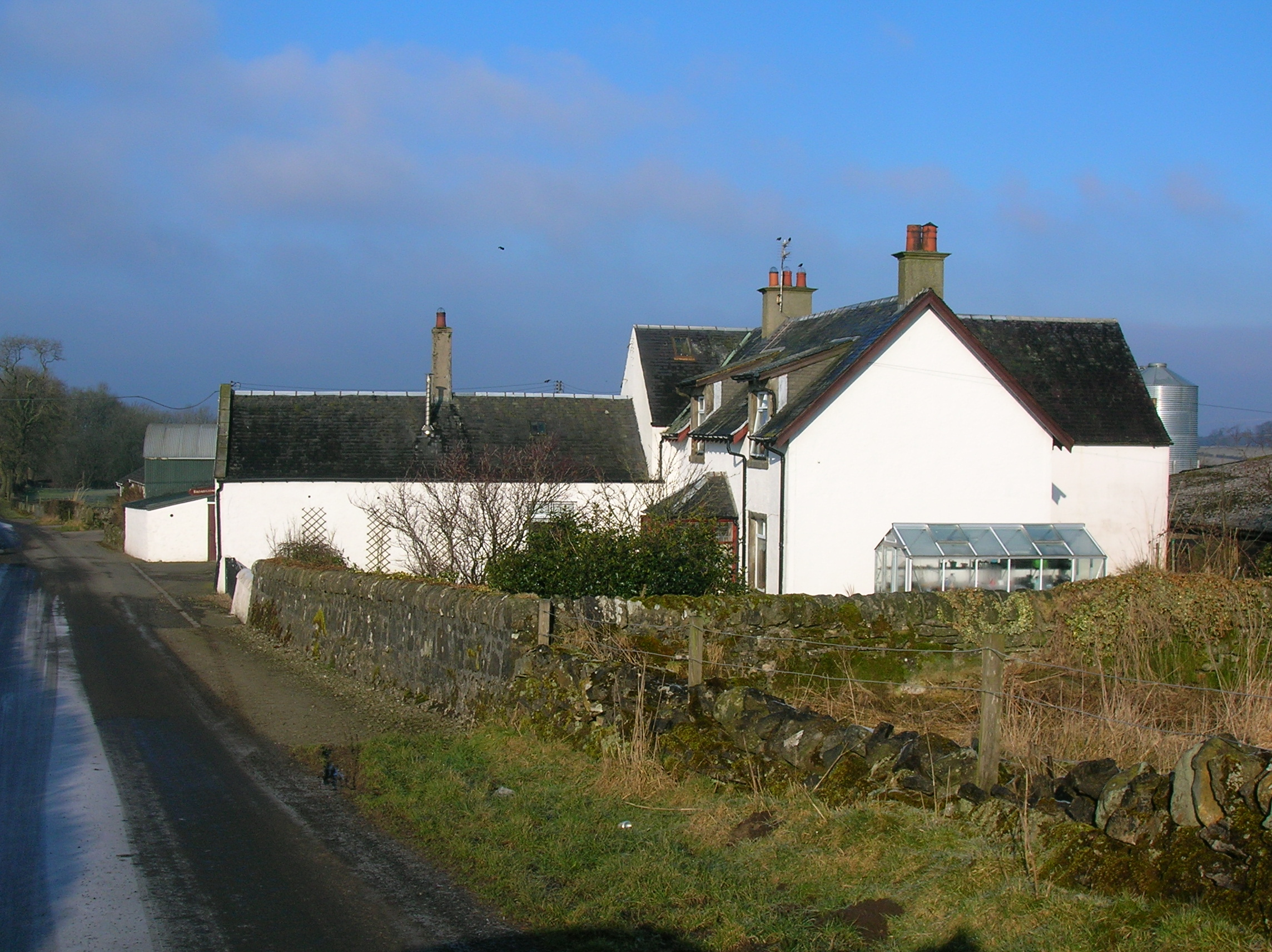
Broadstone Farm, früher Hillhead genannt.

Die Ruinen der Burg aus dem 15. Jahrhundert blieben bis etwa 1850 erhalten, aber als die Gebäude der Broadstonehall Farm neu gebaut wurden, wurde die Burgruine abgerissen und seine Bausteine für die Bauarbeiten verwendet. Die Broadstone Crags, wo die Burg einst stand, sind aber trotz der Steinbrucharbeiten erhalten geblieben. Auch eine Allee und Spuren eines Gartens haben die Zeiten bis zum Bau des Bauernhofes überdauert. Ihre Lage wurde von W. Kerr aus Broadstonehall 1855 bezeichnet.